# Mayanga
Mayanga ist ein Verwaltungsbezirk (Ward) des Distrikts Mtwara in der tansanischen Region Mtwara. 

## Geografie
Mayanga liegt im Südosten von Tansania etwa 15 Kilometer westlich von Mtwara. Die Fläche des Bezirks beträgt 94 Quadratkilometer. Bei der Volkszählung 2022 lebten hier 8042 Menschen in 2284 Haushalten.

## Gliederung
Der Bezirk besteht aus fünf Gemeinden (Mtaa) mit 22 Orten (Kitongoji):
| Msijute - Majengo - Mayanga - Misri - Magomeni | Mayanga - Mayanga - Majengo - Mbulu - Nachunyu | Hiyari - Likuluwilu - Majengo - Pachani - Migombani - Mwenge | Likonde - Maendeleo - Nang'unga - Mabomba - Jitegemee | Nangumi - Nangumi - Mtibwa - Mapambano - Mwembechai - Shangani |

## Wirtschaft und Infrastruktur
- Bildung: Die Mayanga Secondary School ist eine weiterführende Schule, die Jugendliche bis zur 4. Stufe ausbildet.[6]
- Gesundheit: Im Bezirk liegen zwei staatliche Apotheken, je eine in den Orten Msijute[7] und Likonde.[8]